# Чаум, Дэвид
Дэвид Ли Чаум (англ. David Lee Chaum; род. 1955) — американский компьютерный учёный, криптограф и изобретатель. Он известен как новатор в области криптографии и технологий сохранения конфиденциальности, в том числе в области цифровых денег. Его диссертация 1982 года «Computer Systems Established, Maintained, and Trusted by Mutually Suspicious Groups» является первым известным предложением протокола, аналогичного блокчейну. В диссертации Чаума, снабжённой программным кодом, были предложены все элементы блокчейна, кроме одного. Его называют «отцом онлайн-анонимности» и «крёстным отцом криптовалюты».
Он также известен разработкой ecash (приложение для электронных денег, целью которого является сохранение анонимности пользователя) и изобрёл множество криптографических протоколов, таких как слепая подпись, смешанные сети и протокол обедающих криптографов. В 1995 году его компания DigiCash создала первую цифровую валюту eCash.
Его статья 1981 года «Неотслеживаемая электронная почта, обратные адреса и цифровые псевдонимы» заложила основу для исследований в области анонимных коммуникаций.

## Жизнь и карьера
Чаум — еврей, родился в еврейской семье в Лос-Анджелесе. Он получил докторскую степень в области компьютерных наук в Калифорнийском университете в Беркли в 1982 году. В том же году он основал Международную ассоциацию криптологических исследований (IACR), которая в настоящее время организует научные конференции по исследованиям в области криптографии:47. Впоследствии он преподавал в Высшей школе делового администрирования Нью-Йоркского университета и в Калифорнийском университете в Санта-Барбаре (UCSB). Он также сформировал исследовательскую группу по криптографии в CWI, Голландском национальном исследовательском институте математики и компьютерных наук в Амстердаме. В 1989 году он основал компанию DigiCash, занимающуюся электронными деньгами.
Чаум получил Европейскую премию в области информационных технологий за 1995 год. В 2004 году он стал стипендиатом IACR. В 2010 году на конференции RSA он получил премию RSA за выдающиеся достижения в математике. В 2019 году CWI присвоил ему почётное звание Dijkstra Fellow. В 2021 году он получил почётную докторскую степень от Университета Лугано.
Чаум проживает в Шерман-Окс (Лос-Анджелес).

## Заметный вклад в исследования

### Системы хранилищ
В диссертации Чаума, написанной в 1982 году в Беркли, предложены все элементы блокчейна, используемого в биткойне, за исключением доказательства работы, которые недавно были упомянуты в работе Алана Шермана «О происхождении и вариациях технологий блокчейн». В предложенной системе хранилища излагается план достижения консенсуса между узлами, объединения истории консенсуса в блоки и неизменной временной маркировки данных в цепочке. В статье также приводится конкретный код для реализации такого протокола.

### Цифровая наличность
Чаум считается изобретателем безопасной цифровой наличности благодаря своей статье 1983 года, в которой также был представлен криптографический примитив слепой подписи. Эти идеи были описаны как технические корни видения движения шифропанк, которое началось в конце 1980-х годов. Предложение Чаума позволяло пользователям получать цифровую валюту в банке и тратить её таким образом, чтобы банк или любая другая сторона не могли её отследить. В 1988 году он расширил эту идею (вместе с Амосом Фиатом и Мони Наором), чтобы позволить автономные транзакции, позволяющие обнаружить двойную трату.
В 1989 году он основал в Амстердаме компанию DigiCash, занимающуюся электронными деньгами, для коммерциализации идей, заложенных в его исследованиях. Первый электронный платёж был отправлен в 1994 году. В 1998 году DigiCash подала заявление о банкротстве, а в 1999 году Чаум продал DigiCash и прекратил своё участие в компании.

### Новые типы цифровых подписей
В том же документе 1982 года, в котором была предложена цифровая наличность, Чаум представил слепые подписи. Эта форма цифровой подписи ослепляет содержание сообщения перед его подписанием, так что подписывающий не может определить содержание. Полученная в результате «слепая» подпись может быть публично проверена на соответствие оригинальному, не ослепленному сообщению, как и обычная цифровая подпись.
В 1989 году он (совместно с Хансом ван Антверпеном) представил неоспоримые подписи. Эта форма цифровой подписи использует процесс проверки, который является интерактивным, так что подписавший может ограничить круг лиц, которые могут проверить подпись. Поскольку подписанты могут отказаться от участия в процессе проверки, подписи считаются действительными, если только подписант специально не использует протокол дезавуирования, чтобы доказать, что данная подпись не является подлинной.
В 1991 году он (совместно с Юджином ван Хейстом) представил групповые подписи, которые позволяют члену группы анонимно подписать сообщение от имени всей группы. Однако назначенный руководитель группы имеет право отменить анонимность любого подписанта в случае возникновения споров.

### Анонимное общение
В 1981 году Чаум предложил идею анонимной коммуникационной сети в своей статье. Его предложение, названное смешанными сетями, позволяет группе отправителей передавать шифрованное сообщение и его получателя на сервер. Как только сервер получает пакет сообщений, он упорядочивает и обфусцирует их так, чтобы только этот сервер знал, какое сообщение пришло от какого отправителя. Затем эта партия пересылается на другой сервер, который выполняет тот же процесс. В конце концов, сообщения достигают конечного сервера, где они полностью расшифровываются и доставляются получателю. Также предлагается механизм, позволяющий возвращать сообщения. Смешанные сети лежат в основе некоторых почтовых служб и являются концептуальным предком современных инструментов анонимного веб-серфинга, таких как Tor (основанных на луковой маршрутизации). Чаум выступал за то, чтобы каждый маршрутизатор стал, по сути, узлом Tor.
В 1988 году Чаум представил другой тип анонимной коммуникационной системы под названием DC-Net, которая является решением предложенной им проблемы обедающих криптографов. DC-Nets лежит в основе программного инструмента Dissent.
В 2017 году Чаум опубликовал описание новой разновидности смешанной сети. Реализация этой сети в реальном мире, названная cMix, позже стала уровнем передачи данных для платформы мгновенного обмена сообщениями xx messenger.
Концепция смешанных сетей Дэвида Чаума легла в основу микснета Nym - бесплатного программного обеспечения с открытым исходным кодом, предназначенного для обеспечения конфиденциальности онлайн-коммуникаций.

### Надёжные системы голосования
Чаум внёс значительный вклад в создание безопасных систем голосования, включая первое предложение системы, поддающейся сквозной проверке. Это предложение, сделанное в 1981 году, было представлено как применение смешанных сетей. В этой системе индивидуальные бюллетени избирателей хранились в тайне, и любой мог проверить правильность подсчёта голосов. Эта и другие ранние криптографические системы голосования предполагали, что избиратели могут надёжно вычислять значения с помощью своих персональных компьютеров. В 1991 году Чаум представил систему SureVote, которая позволяла избирателям голосовать с использованием ненадёжной системы голосования, предложив процесс, который сейчас называется «кодовым голосованием» и используется в системах удалённого голосования, таких как Remotegrity и DEMOS.
В 1994 году Чаум представил первую систему очного голосования, в которой избиратели голосуют электронным способом на избирательном участке и криптографически проверяют, что система DRE не изменила их голос (или даже узнала, каким он был). В последующие годы Чаум предложил (часто вместе с другими) ряд криптографически проверяемых систем голосования, использующих обычные бумажные бюллетени: Prêt à Voter, Punchscan и Scantegrity.
Город Такома-Парк (штат Мэриленд) использовал Scantegrity на выборах в ноябре 2009 года. Это был первый случай, когда выборы в государственном секторе проводились с использованием криптографически проверяемой системы голосования.
В 2011 году Чаум предложил систему выборов по случайной выборке. Эта избирательная система позволяет верифицируемой случайной выборке избирателей, сохраняя анонимность, голосовать от имени всего электората.

### Прочий вклад
В 1979 году Чаум предложил механизм разделения ключа на частичные ключи, предшественник разделения секрета.
В 1985 году Чаум предложил оригинальную анонимную систему учётных данных, которую иногда также называют системой псевдонимов. Это объясняется тем, что учётные данные в такой системе получаются от организаций и предъявляются им под разными псевдонимами, которые невозможно связать.
В 1988 году Чаум вместе с Жилем Брассаром и Клодом Крепо опубликовал работу, в которой были представлены аргументы нулевого знания, а также модель безопасности с использованием информационно-теоретических частных каналов, а также впервые формализовано понятие схемы обязательств.
В 1991 году вместе с Торбеном Педерсеном он продемонстрировал хорошо цитируемое доказательство нулевого знания кортежа DDH. Это доказательство особенно полезно, поскольку оно может доказать правильность повторного шифрования шифротекста ElGamal.
Чаум внёс вклад в создание важной схемы обязательств, которую часто приписывают Педерсену. На самом деле, Педерсен в своей работе 1991 года ссылается на доклад на неопубликованном докладе Юрьена Боса и Чаума об этой схеме. Она появилась ещё раньше в работе Чаума, Дамгарда и Йеруна ван де Граафа.
В 1993 году вместе со Стефаном Брандсом Чаум ввёл понятие протокола с ограничением расстояния.
В 2019 году был одним из спикеров на пятой конференции разработчиков Ethereum которая прошла в Японии.